# Bobby Sands
Robert Gerard Sands, kendt som Bobby Sands (9. marts 1954 – 5. maj 1981), var medlem af Provisional Irish Republican Army, en udbrydergruppe af det oprindelige IRA. 

## Biografi
Sands var i 1972 blevet arresteret for våbenbesiddelse, og efter sin løsladelse i 1976 blev han mistænkt for deltagelse i flere voldelige episoder, selv om han ikke blev dømt herfor. Han blev dog i 1977 idømt 14 års fængsel for våbenbesiddelse på ny.
Mens han sad i fængsel i Long Kesh, skrev både poesi og journalistisk materiale, og han blev i 1980 valgt af sine medindsatte IRA-fanger som deres leder. I den egenskab krævede han, at IRA-fangerne skulle behandles som politiske fanger frem for som almindelige indsatte. For at påberåbe sig omverdenens forståelse for kravet gik Bobby Sands og efterhånden flere andre IRA-fanger i sultestrejke, for Sands' vedkommende begyndte det 1. marts 1981.
Kort efter, at han var begyndt på sultestrejken, døde et nordirsk parlamentsmedlem, og en række af Sands' støtter organiserede, at han skulle stille op til det ekstraordinære valg, der efterfølgende skulle finde sted. Det lykkedes derved Bobby Sands at blive valgt som nyt parlamentsmedlem med snæver margen, mens han sad i fængsel og var i sultestrejke. Han blev i øvrigt det yngste parlamentsmedlem nogensinde på den tid. Som følge af denne særlige situation blev der senere samme år vedtaget en lov, hvoraf det fremgik, at indsatte i fængsler ikke er valgbare.
Sultestrejken fortsatte, og den endte med, at Bobby Sands døde efter 66 dages mangel på indtagelse af føde. Dette førte til en ugelang opstand i Nordirland, og ved Sands' begravelse mødte omkring 100.000 mennesker til processionen.

## Betydning
Yderligere ni af Sands' medfanger døde efterfølgende af den sultestrejke, som var blevet sat i gang i Long Kesh. Disse sultestrejker gav IRA stor mediebevågenhed og satte fornyet gang i konflikten i Nordirland. Sands' død gav endvidere genlyd i det meste af verden med varierende reaktioner.
Bobby Sands er i flere sammenhænge efterfølgende blevet en slags martyr for IRA og andre oprørere. Der er skrevet flere sange om ham, lige som han er blevet portrætteret i forskellige film. En af disse er Hunger fra 2008, som blev instrueret af den britiske kunstner Steve McQueen, og den vandt prisen for bedste debutantfilm ved filmfestivalen i Cannes i 2008.